# Зубов, Пётр Алексеевич
Пётр Алексеевич Зубов (24 мая 1819, Вологда — 26 июня 1880) — русский юрист; сенатор, тайный советник.

## Биография
В 1835 году поступил в Императорское училище правоведения; со своими однокашниками Н. Калайдовичем, Ф. Унковским и другими издавал в училище рукописный литературный журнал «Собрание упражнений…».
Окончив училище в 1841 году, служил в канцелярии 1-го отделения V департамента Сената: младшим помощником секретаря, старшим помощником (с 1842 г.), с 1844 года — секретарём. С 1845 года причислен к департаменту министерства юстиции, назначен исправляющим должность товарища председателя Новгородской уголовной палаты. С 1847 года исполнял обязанности обер-секретаря 1-го отделения V департамента Сената; с 1853 года — обер-прокурор, затем помощник статс-секретаря Государственного Совета. В 1856 году был командирован в Москву для участия в церемонии коронования Александра II в Успенском соборе Кремля.
С 1858 года, будучи действительным статским советником, статс-секретарём Государственного Совета, управлял делами департамента гражданских и духовных дел в Государственном Совете, а также делами бывшего департамента военных дел, уголовными делами и о правах состояния (в гражданском департаменте); был докладчиком всех дел департамента гражданских и духовных дел, редактором всех решений по уголовным делам.
В 1840—1850-е годы (более 10 лет) преподавал уголовное судопроизводство в училище Правоведения.
Активно участвовал в разработке великих реформ; с 1860 г. вёл всё делопроизводство по проекту устава судопроизводства по преступлениям и проступкам, с 1862 г. также был членом-редактором в комиссии для составления проектов законоположений по судебной части в Российской империи. В 1862 году удостоен Высочайшего благоволения за особые труды по надзору за составлением сборника мнений Государственного Совета, разъясняющих применение на практике статей уложения о наказаниях и уголовного судопроизводства за 1846—1862 годы, а также ведомостей уголовным делам, по которым Государственный Совет ходатайствовал о смягчении участи подсудимых. Под его наблюдением подготовлен сборник мнений Государственного Совета по гражданским делам (с 1832 г.).
В 1864 году произведён в тайные советники. С 1865 года — сенатор, присутствующий в 1-м отделении V департамента Сената; состоял членом комиссии для окончательных работ по преобразованию судебной части (с 1865), председателем комитета для рассмотрения вопросов, возникающих из применения судебных уставов 20 ноября 1864 года к административным ведомствам. С 1866 года присутствовал в уголовном кассационном департаменте Сената; с 1867 года — член особого совещательного комитета для рассмотрения работ Варшавской юридической комиссии о преобразовании судебной части в Царстве Польском; в 1869 году — первоприсутствующий в уголовном кассационном департаменте Сената, докладывал наиболее важные и сложные дела.
В 1872 г. назначен в Государственный совет. При окончательном рассмотрении вопросов в заседании Совета Александр II всегда обращался к Зубову и дорожил его мнением. С 1873 г. — председатель особого Комитета для окончательного обсуждения проекта о тюремном преобразовании, с 1874 года — член комиссии для рассмотрения отчётов по министерству юстиции за 1869—1871 годы.
21 апреля 1875 года у него случился инсульт. Скончался 26 июня 1880 года.
Похоронен 29 июня 1880 года на кладбище Новодевичьего Воскресенского монастыря в Санкт-Петербурге.

### Семья
Отец — Алексей Александрович Зубов (1782—1859), действительный статский советник (1839), прокурор Вологодской губернии; мать — Александра Петровна, урождённая Дивова.
Сестра — Аделаида (1829/1830 — 14.2.1893), писательница, начальница Киевского института благородных девиц (1871—1883); замужем за Николаем Васильевичем Родзянко (1817—1871), Томским губернатором (1868—1871).
Первая жена — Прасковья Васильевна (14.10.1821 — 29.1.1860, похоронена на Новодевичьем кладбище в Петербурге), дочь Василия Андреевича Погоржанского, военного врача, участника Отечественной войны 1812 года, действительного статского советника. Её брат, Иван Васильевич Погоржанский (? — 1848), окончил Императорское училище правоведения вместе с П. А. Зубовым. Дети:
- Алексей (15.6.1847 — ?) — выпускник Училища правоведения, член Санкт-Петербургского окружного суда; женат на Марии Владимировне Экк[3];
- Димитрий (20.10.1852 — ?)[3].

Вторая жена (с 1863 г.) — Евфимия Борисовна (24.3.1838 — 1917), дочь Бориса Александровича Вревского (1805—1888) и Евпраксии Николаевны, урождённой Вульф (1809—1883). Дочь:
- Прасковья (4.2.1865 — ?)[3].

## Награды
- орден Св. Владимира 3-й степени
- орден Св. Станислава 1-й степени (1859)
- орден Св. Анны 1-й степени (1862)
- орден Св. Владимира 2-й степени
- орден Белого Орла (1870)[3].